# World Wide Web Consortium
(Motto del W3C)
Il World Wide Web Consortium, anche conosciuto come W3C, è un'organizzazione non governativa internazionale che ha come scopo quello di favorire lo sviluppo di tutte le potenzialità del World Wide Web e diffondere la cultura dell'accessibilità della Rete. Al fine di riuscire nel proprio intento, la principale attività svolta dal W3C consiste nello stabilire standard tecnici per il World Wide Web inerenti sia i linguaggi di markup che i protocolli di comunicazione.

## Storia
Il World Wide Web Consortium è stato fondato nell'ottobre del 1994 presso il MIT (Massachusetts Institute of Technology) dal "padre" del Web, Tim Berners-Lee, in collaborazione con il CERN (il laboratorio dal quale Berners-Lee proveniva). Compito dell'organizzazione era quello di sviluppare il Web, standardizzare i suoi protocolli e favorire l'interoperabilità tra i siti. Dopo la fondazione, varie università, enti di ricerca e aziende private aderirono al consorzio.
Nell'aprile del 1995 l'INRIA (Istituto Nazionale di Ricerca Informatica ed Automatica) ospitò il primo ufficio europeo del W3C: fin da quella data fece parte del consorzio anche lo CSELT, il maggiore centro di ricerca di telecomunicazioni italiano.
Nel 1996 il W3C approdò in Asia, grazie alla Keio University di Tokyo.
Nel 2003 l'ERCIM (Consorzio Europeo di Ricerca in Informatica e Matematica) prese il ruolo di host europeo del W3C dall'INRIA (che è l'istituzione francese dell'ERCIM).

## Descrizione

### Obiettivi
1. Il web ormai non è più uno strumento per «appassionati», ma è diventato parte integrante della vita comune delle persone. Attualmente esistono diversi tipi di apparecchi (come cellulari e palmari) che accedono ad internet. Ciò è possibile solo grazie ad un «comune linguaggio di comunicazione» (nello specifico, il protocollo di comunicazione e linguaggio in cui è scritto il file) tra server, PC ed altri dispositivi. Il W3C si occupa di aggiornare e creare queste specifiche.
2. Il Web ha un potenziale praticamente illimitato, ed apre nuove strade ai portatori di handicap, anche gravi. Il W3C cerca di studiare i modi per rendere quanto più agevole l'accesso al web da parte di questa categoria di persone.
3. Il web è unico perché è libero. Chiunque può creare un documento html e metterlo liberamente online. Il W3C cerca di evitare che interessi di qualsiasi genere possano porre un freno a questa assoluta libertà ed è anche un sito per aiutare a sviluppare le potenzialità comunicative degli esseri umani.

### Organizzazione interna
- L'Advisory Committee è la mente dell'organizzazione. È un organismo formato da un membro per ogni società iscritta al W3C.

Si occupa di:
1. rivedere i piani del W3C,
2. effettuare a grandi linee revisioni delle tecnologie attualmente esistenti,
3. eleggere i membri dell'Advisory Board.

- Il W3C Team può essere visto come il braccio dell'organizzazione. È formato da professionisti pagati e da membri inviati dalle società membro. Si occupa di organizzare e gestire le attività del gruppo.
- L'Advisory Board ha solo un ruolo di consigliere e non ha alcun potere decisionale.

Essa ha il compito di risolvere controversie legali che potrebbero presentarsi. È formata da 9 membri in carica per 2 anni. Le elezioni sono state organizzate in modo da far decadere 4 o 5 membri l'anno.
Il presidente di questo organismo è chiamato Chairman. Egli può invitare membri del Team a partecipare ad una riunione.
L'elezione dei membri avviene quando il Chairman manda un avviso all'Advisory Committee.
Tale avviso deve contenere il numero di persone da eleggere, il tempo massimo per farlo e l'indirizzo a cui spedire i risultati.
Tali risultati devono contenere un'informativa sul candidato e non possono essere mandati senza il consenso dello stesso.

### Come lavora
Per comodità, le attività del W3C sono state divise in 4 aree di lavoro (in gergo chiamate domini):
- Architecture Domain: ha il compito di gestire la tecnologia che è alla base del web.
- Interaction Domain: cerca di semplificare l'interazione uomo-informazioni ed il modo di connettersi al web.
- Technology and Society Domain: ha il ruolo di adattare l'infrastruttura tecnologica agli interessi sociali, legali e pubblici.
- Web Accessibility Initiative (WAI): il suo lavoro è garantire che chiunque possa sfruttare appieno le potenzialità del web. Il suo lavoro si articola in 5 aree tematiche: tecnologia, linee guida, strumenti, educazione ed aiuto ai bisognosi, ricerca e sviluppo.

In più esiste la Quality Assurrance che formalizza i progressi fatti dai domini in documenti (chiamati Recomendations) che sono la principale fonte d'informazione per chiunque voglia creare nel web, e la Patent Policy che si assicura che questi progressi non violino alcun diritto d'autore o brevetto.

### Membri
Il W3C comprende circa 451 membri (al 2021), tra i quali:
- società multinazionali del settore tecnologico, informatico e dei servizi web, come Adobe, Amazon, Apple, Baidu, Cisco Systems, Google, IBM, Intel, Netflix, Microsoft, Oracle, Paypal, Siemens, Sony e Sun Microsystems;
- compagnie telefoniche come AT&T, Deutsche Telekom, Ericsson, Nokia, NTT DoCoMo, Telefonica, Verizon;
- altre aziende di dimensione internazionale come American Express, Agfa-Gevaert N. V., Boeing, Chevron-Texaco;
- enti pubblici come l'Agenzia per l'Italia Digitale;
- fondazioni e istituzioni senza scopo di lucro collegate allo sviluppo tecnologico come Apache Software Foundation, The Open Group e Wikimedia Foundation.
- università e istituzioni per la ricerca: il CSAIL del MIT, Inria e altri membri dell'ERCIM e Keio University, CERN; altre istituzioni ospitano gli uffici nazionali del Consorzio: per l'Italia l'ISTI di Pisa del CNR; sono numerose le università e gli istituti di ricerca tra i più prestigiosi: Academia Sinica, la Library of Congress, il Los Alamos National Laboratory, il National Institute of Standards and Technology, Università di Oxford.

L'importanza dei suoi membri fa del W3C un organismo di grande autorevolezza e molti sono portati a chiamarlo "il Consorzio", per antonomasia.

### Raccomandazioni
La definizione di uno standard nell'ambito del W3C passa attraverso gli stadi di:
- Working Draft (bozza)
- Last Call (ultimo appello)
- Proposed Recommendation (proposta di raccomandazione)
- Candidate Recommendation (raccomandazione candidata).

Il processo si conclude con la pubblicazione di una Raccomandazione. Una Raccomandazione può venire migliorata da documenti di Errata pubblicati separatamente, fino a che il complesso delle modifiche non richiede di produrre una nuova versione della Raccomandazione. Ad es. l'XML è ora alla sua terza versione. Talvolta una Raccomandazione viene ritirata per essere riorganizzata attraverso un nuovo procedimento: ciò è accaduto alla Raccomandazione per l'RDF. Il W3C inoltre pubblica Note informative che non pretendono di essere trattate come standard.
Il Consorzio non è un organismo di standardizzazione, come invece lo sono l'ISO, ITU-T o la Commissione Elettrotecnica Internazionale (IEC): il suo compito è invitare i produttori a seguire le proprie raccomandazioni. A differenza degli organismi di standardizzazione, il W3C non ha un programma di certificazione e molti dei suoi standard di fatto non definiscono formalmente i livelli di conformità. Di conseguenza molte Raccomandazioni sono implementate solo parzialmente.

### Standard definiti dal W3C
Nell'ambito del W3C sono stati proposti, discussi, definiti e ufficializzati oltre 50 standard industriali di vasta portata:
- ActivityPub;
- CSS (Cascading Style Sheets, Fogli di stile a cascata);
- CGI (Common Gateway Interface);
- DOM (Document Object Model);
- EXI (Efficient XML Interchange);
- GRDDL (Gleaning Resource Descriptions from Dialects of Languages);
- HTML (HyperText Markup Language);
- HTTP (HyperText Transfer Protocol);
- InkML (formato per inchiostro digitale);
- MathML (Mathematics Markup Language);
- OWL (Web Ontology Language, Controllo dei contenuti);
- PICS (Platform for Internet Content Selection);
- PNG (Portable Network Graphics, formato grafico);
- POWDER (Protocol for Web Description Resources);
- RDF (Resource Description Framework, Controllo dei contenuti);
- SVG (Scalable Vector Graphics);
- SML (Service Modeling Language);
- SOAP (Simple Object Access Protocol);
- SMIL (Synchronized Multimedia Integration Language);
- URI (Uniform Resource Identifier);
- URL (Uniform Resource Locator, in collaborazione con IETF);
- WAI (Web Accessibility Initiative);
- WebRTC (Web Real-Time Communications, in collaborazione con IETF)[3];
- XForms;
- XHTML (eXtensible HyperText Markup Language);
- XML (Extensible Markup Language) e i linguaggi da questo derivati;
- XML Processing Model;
- XML Schema;
- XML Signature;
- XPath;
- XPointer (XML Pointer);
- XProc (XML Pipeline Language);
- XQuery;
- XSLT (Extensible Stylesheet Language Transformations);

Nell'ambito del W3C vengono sviluppati prodotti software open source e pubblicazioni liberamente scaricabili finalizzati alla promozione e al sostegno del WWW. In particolare si segnalano il browser/web-editor Amaya, la piattaforma Java per HTTP 1.1 Jigsaw, la Web API Libwww.
Sono poi resi disponibili vari programmi validatori: per fogli di stile CSS, per HTML (W3C Validator) e i linguaggi collegati, per i sistemi di link, per RDF, per XMLSchema, ...
Il Consorzio organizza e promuove nell'ambito internazionale convegni e seminari volti a stimolare e discutere criticamente le prospettive del Web e a stimolare l'adozione delle sue Raccomandazioni e Linee guida.
Considerando nel loro complesso le specifiche, gli strumenti e le attività promozionali sviluppati nell'ambito del W3C si deve sottolineare che essi compongono un disegno complessivo di grande portata e lungimiranza, basato su una lucida consapevolezza dell'importanza che il Web riveste per il mondo attuale.
Molte delle iniziative del Consorzio hanno avuto pieno successo. Di fatto ha determinato vari standard ampiamente adottati, la cui autorevolezza ha dato ordine e organicità alla crescita del Web dagli ultimi anni '90 ad oggi. Occorre dire che alcune Raccomandazioni sono state definite dopo dibattiti molto accesi che hanno visto lo scontro di grandi interessi industriali contrapposti. In questo senso il Consorzio si può considerare un ambiente che favorisce il raggiungimento di compromessi molto utili per la crescita aperta del Web.
Altre iniziative invece non hanno ottenuto le adesioni sperate e molti standard avanzati non si sono imposti (ancora?). In particolare, mentre XML viene adottato da numerose nuove iniziative di interscambio di documenti e di interoperabilità, la transizione per i documenti più basilari da HTML ad XHTML, anche se va nella direzione della piena adozione di XML, sembra poco rilevante.

## L'Ufficio Italiano
L'Ufficio W3C Italiano (W3C-IT) è il punto di contatto nazionale per le attività W3C in Italia. Esso è ospitato dal Consiglio Nazionale delle Ricerche (C.N.R.) e gestito congiuntamente dall'Istituto di Scienza e Tecnologie dell'Informazione "A. Faedo" (ISTI)  e dall'Istituto di Informatica e Telematica (IIT), entrambi situati a Pisa.
Oreste Signore è il Manager dell'Ufficio Italiano, mentre Gioacchino La Vecchia ne è l'Administrator.